# Волго-Каспійський
Волго-Каспійський (рос. Волго-Каспийский) — смт у Камизяцькому районі Астраханської області Російської Федерації.
Населення становить 2349 осіб. Входить до складу муніципального утворення Волго-Каспійська селищна рада.

## Історія
Населений пункт розташований на території українського етнічного та культурного краю Жовтий Клин. Від 1925 року належить до Камизяцького району.
Згідно із законом від 6 серпня 2004 року органом місцевого самоврядування є Волго-Каспійська селищна рада.

## Населення
| 1970  | 1979  | 1989  | 2002  | 2009  | 2010  | 2012  |
| ----- | ----- | ----- | ----- | ----- | ----- | ----- |
| 2897  | ↗2961 | ↗3088 | ↘2674 | ↗2706 | ↘2581 | ↘2532 |
| 2013  | 2014  | 2015  | 2016  | 2017  | 2018  |       |
| ↗2550 | ↘2522 | ↗2543 | ↘2498 | ↘2430 | ↘2349 |       |